# جوزيف بونومي الأصغر
جوزيف بونومي الأصغر (9 أكتوبر 1796 – 3 مارس 1878) كان نحاتًا وفنانًا وعالم آثار إنجليزي وأمين متحف.

## النشأة
وُلِد بونومي في لندن (يقول غانيس إنه وُلِد في روما) لعائلة من المعماريين. كان والده، جوزيف بونومي الأكبر، قد عمل مع روبرت وجيمس آدم، بينما كان شقيقه الأكبر، إغناطيوس بونومي، معمارياً بارزاً في أوائل ومنتصف القرن التاسع عشر.
درس بونومي تحت إشراف تشارلز بيل في مدارس الأكاديمية الملكية من عام 1816، وفاز بميداليتهم الفضية في عامي 1817 و1818، ثم كان الطالب الوحيد الذي قبله النحات جوزيف نوليكنز خلال الفترة 1818/19. أصبح نوليكنز وبونومي أصدقاء مقربين.
أول عمل موقّع له (1819) يصف نفسه بتواضع كطالب لنوليكنز: وهو النصب التذكاري في كاثدرائية كلكتا لكابتن سي. إل. شويرز الذي قُتل مع الملازم باغوت والملازم بروتون في المعركة في مالون في عام 1815. كما يوقع بونومي النصب التذكاري للملازم كول جون ويستون في الكاتدرائية (توفي 1819). في عام 1823، ذهب إلى روما، بزعم أنه جاء للدراسة تحت إشراف أنطونيو كانوفا، ولكن كانوفا توفي في أكتوبر 1822 قبل وصول بونومي. ومع ذلك، درس بونومي في روما تحت إشراف نحاتين آخرين لعدة أشهر.
في عام 1824 في روما، أنجز "الراقص الباكاني" الذي نال إعجاباً كبيراً.

## رحلة هاى
تسبب بونومي في تراكم الديون وُجب عليه قبول مهمة ذات أجر منخفض لمرافقة روبرت هاي في رحلة، عبر مالطا، إلى مصر في عام 1824. بدأت هذه الرحلة اهتمامه الدائم بعلم المصريات.
من 1824 إلى 1826، كان عضواً في رحلة هاي حيث رسم العديد من الآثار. في أبو سمبل في عام 1825، وباستجابة لمطالب هاي بالدقة الكبيرة، اخترع بونومي إطارًا للرسم (جهاز من نوع مناظير مزود بمشبك وشبكة من الخيوط أو الأسلاك) لمساعدتهم في رسم الزخارف الداخلية للمعابد. ثم انتقلت الحملة إلى كلابشة، حيث عمل بونومي على إنتاج العديد من النسخ الجصية للزخارف، ثم إلى فيلة ثم إلى طيبة.
ومع ذلك، كانت العلاقة بين بونومي وهاي متوترة. كان بونومي محبطاً بسبب ما اعتبره راتباً منخفضاً؛ بينما كان هاي يشعر بالاستياء من رغبة بونومي في تعزيز سمعته الشخصية من خلال إنتاج الرسوم والنسخ لنفسه. في يوليو 1826، استقال بونومي (وحل محله كمساعد لهاي إدوارد وليام لين).
في القاهرة (1827–1828)، قام بونومي بتوضيح عمل جيمس بورتون "Excerpta Hieroglyphica".
في يوليو 1832، ومع تحسن وضعه المالي، التقى بهاي مرة أخرى في أسيوط، وتم إقناعه بالانضمام إلى فريقه مرة أخرى (براتب أعلى بكثير) إلى جانب فنان فرنسي، دوبوي.
بعد مغادرة هاي لمصر في عام 1834، قام بونومي بجولات في سوريا وفلسطين (مع فرانسيس أرنديل وفريدريك كاثروود). في عام 1839، أعد رسوماً توضيحية لعمل السير جون جاردينر ويلكينسون "عادات وتقاليد المصريين القدماء".

## الاهتمامات المعمارية

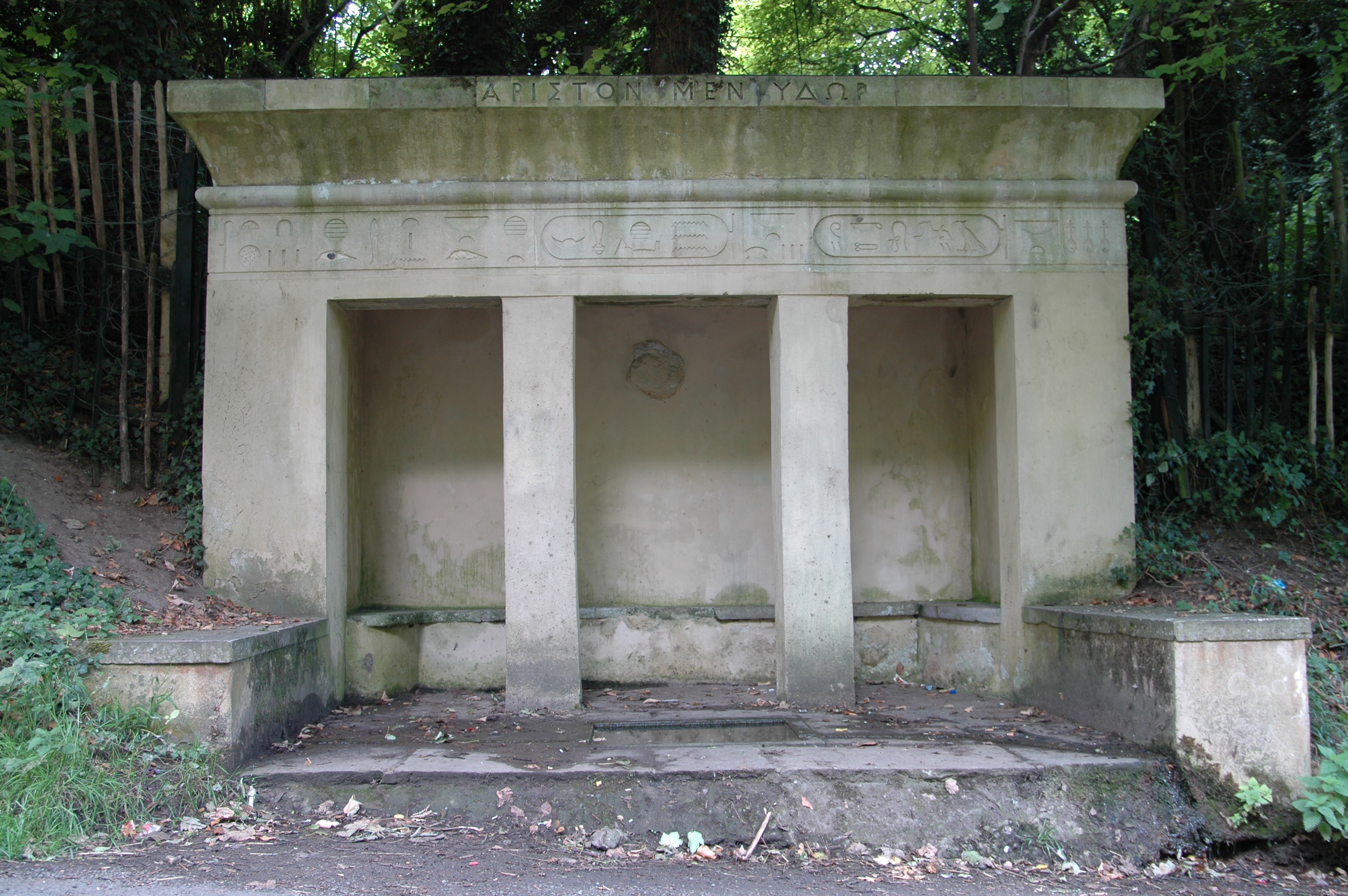
الربيع المصري في هارتويل.

بلا شك تأثراً بالروابط المعمارية لعائلته، صمم بونومي مدخل مقبرة أبني بارك في ستوك نيوينغتون، لندن (بالتعاون مع ويليام هوسكينغ)، والذي بُني على الطراز المصري مع هيروغليفية تعني مسكن الجزء الفاني من الإنسان. كما صمم واجهة مصرية لـمعابد جون مارشال في ليدز (التي افتتحت في عام 1841).
تم تنفيذ هذا الأخير قبل فترة وجيزة من عودة بونومي إلى مصر كجزء من حملة بروسية (1842–1844) بقيادة كارل ريتشارد ليبسيوس.
"الربيع المصري" في هارتويل، باكنجهامشير صممه بونومي في عام 1850 لـالدكتور جون لي من هارتويل هاوس.

## العمل في إنجلترا
عند عودته إلى إنجلترا في عام 1844، تزوج بونومي من جيسي مارتن، ابنة الفنان جون مارتن (1789–1854).

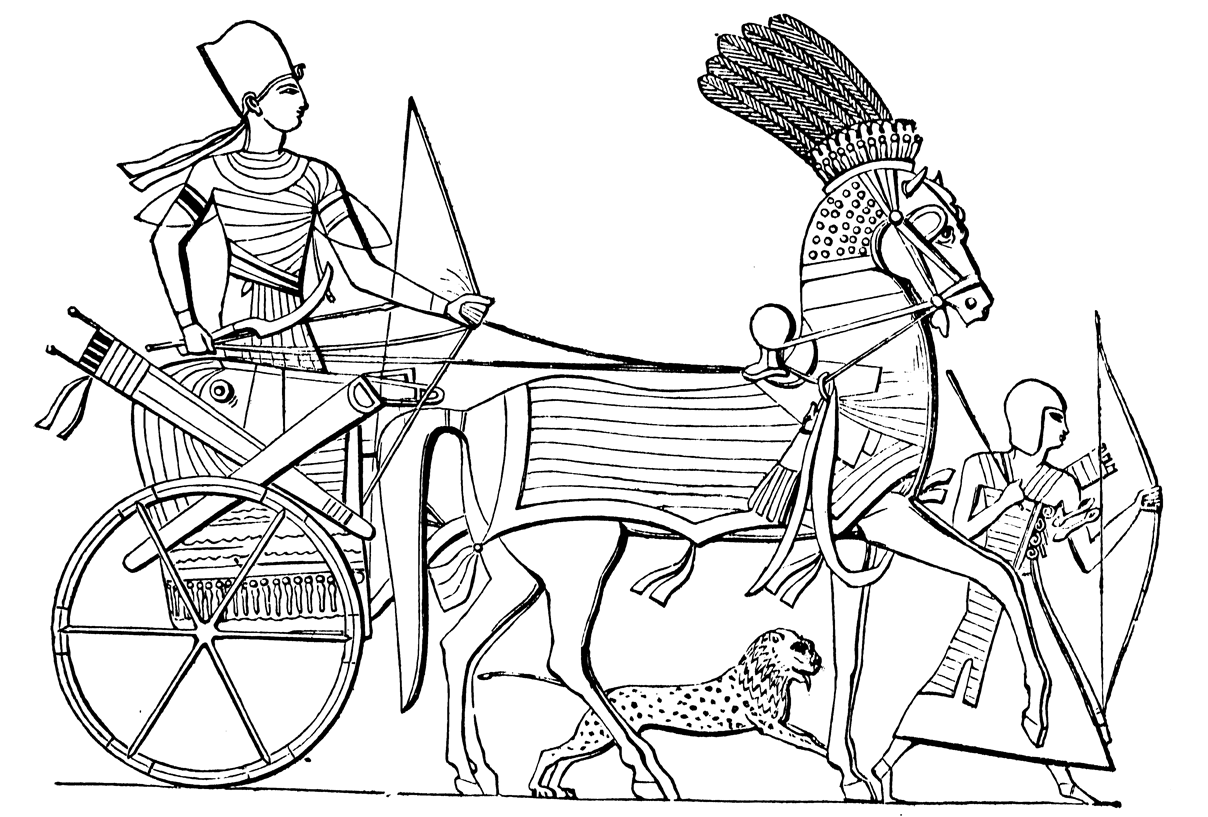
عربة مصرية، توضيح بواسطة جوزيف بونومي من نينوى وقصورها.

ومقره الآن في لندن، ركز بونومي عمله على معرفته بمصر والشرق الأوسط وشمل ذلك تصنيف وتوضيح العديد من المجموعات المصرية (بما في ذلك مجموعة صمويل بيرش). كما أسس مع أوين جونز المحكمة المصرية في القصر البلوري، عندما أعيد بناؤه في سايدنهام في عام 1854، وساعد في ترتيب المعروضات المصرية في المتحف البريطاني في لندن.
نشر "نينوى وقصورها" وأعمالاً عن مصر ونوبيا وإثيوبيا، مصورة برسومه الخاصة.
من عام 1861، كان بونومي أمينًا لمتحف سير جون سوان في وسط لندن واحتفظ بهذا المنصب حتى وفاته.
مع شقيقه إغناطيوس، بنى منزلاً، الكاميلز، في ويمبلدون في جنوب غرب لندن. كما اخترع آلة لقياس نسب جسم الإنسان، وكتب مؤلفاً بعنوان "نسب الشكل البشري" نشر في عام 1856.

## أواخر حياته

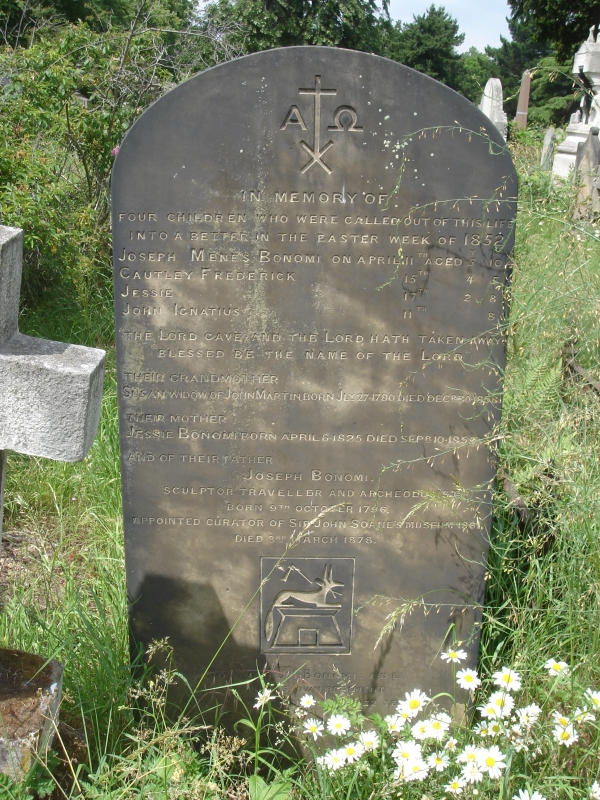
مقام جنازي، مقبرة برومبتون، لندن.

توفي في الكاميلز في ويمبلدون في 3 مارس 1878 ودفن في مقبرة برومبتون.

## العائلة
تزوج من جيسي مارتن (6 أبريل 1825 – 10 سبتمبر 1859)، ابنة الفنان جون مارتن. أنجبوا اثني عشر طفلاً، توفي الأربعة الأوائل منهم في أبريل 1852 بسبب السعال الديكي في غضون بضعة أسابيع من بعضهم البعض.
القبر العائلي في مقبرة برومبتون (الذي أنشئ في الأصل لوفيات الأطفال الرضع لكنه استوعب لاحقاً بونومي وزوجته) عادي بشكل غير معتاد بالنسبة لنحات بمثل هذه المهارة.

## الأعمال النحتية
عرض بونومي أعماله في الأكاديمية الملكية من عام 1820 إلى 1838.
- يعقوب يقاتل الملاك (1820)
- تمثال نصفي لـجيمس نورثكوت (1821)
- تمثال نصفي لـجوزيف هوم (1822) الموجود الآن في متحف نيويورك التاريخي
- تمثال نصفي لـهنري باركس (1838)
- تمثال نصفي لـبرنس هوار (1822) عُرض في القصر البلوري
- تمثال نصفي للدكتور جون لي في متحف أيلزبري